# Чемпионат регби 2012
Чемпионат регби 2012 — 17-й ежегодный турнир по регби-15 между сборными командами Южного полушария. Помимо Австралии, Новой Зеландии и ЮАР, с этого года в соревновании начала принимать участие Аргентина, в связи с чем изменилось название турнира (до 2011 года турнир назывался Кубок трёх наций). Проходил с 18 августа по 6 октября 2012 года. Победителем досрочно стала Новая Зеландия, обыгравшая в предпоследнем туре Аргентину со счётом 54:15.

## Регламент
Команды проводят по две игры (одну дома, другую в гостях) с каждым из соперников. Побеждает команда, набравшая большее количество очков. Помимо очков за победу и ничью, можно, при выполнении определённых условиях, заработать бонусные очки:
- 4 очка за победу
- 2 очка за ничью
- 0 очков за поражение
- 1 очко за четыре или более занесённые командой попытки в матче, в независимости от конечного результата игры (бонус в атаке)
- 1 очко за проигрыш в матче с разницей в семь или менее очков (бонус в защите)

## Результаты

### Итоговое положение команд
| Место | Команда        | Игры | Игры | Игры | Игры | Игровые очки | Игровые очки | Игровые очки | Бонусные очки | Всего очков |
| Место | Команда        | И    | В    | Н    | П    | +            | −            | ±            | Бонусные очки | Всего очков |
| ----- | -------------- | ---- | ---- | ---- | ---- | ------------ | ------------ | ------------ | ------------- | ----------- |
| 1     | Новая Зеландия | 6    | 6    | 0    | 0    | 177          | 66           | +111         | 2             | 26          |
| 2     | Австралия      | 6    | 3    | 0    | 3    | 101          | 137          | -36          | 0             | 12          |
| 3     | ЮАР            | 6    | 2    | 1    | 3    | 120          | 109          | +11          | 2             | 12          |
| 4     | Аргентина      | 6    | 0    | 1    | 5    | 80           | 166          | -86          | 2             | 4           |

### Матчи

#### Первый тур
| 18 августа 2012 20:05 (UTC+10) | Австралия                                                                             | 19:27 (10:18) | Новая Зеландия | «ANZ Stadium», Сидней Зрителей: 76 877 Судья: Ален Ролланд Помощники судьи: Найджел Оуэнс Лоуренс ван дер Мерве Телевизионный помощник судьи: Мэтт Годдард |
| 18 августа 2012 20:05 (UTC+10) | Попытки: Шарп 39' Реализации: Барнс (1/1) 40' Штрафные: Барнс (4/4) 3', 45', 50', 76' | Отчёт (англ.) | Попытки: Дагг 13' Джейн 33' Реализации: Картер (1/2) 14', 34' Штрафные: Картер (5/6) 11', 20', 48', 55', 63', 80+2' | «ANZ Stadium», Сидней Зрителей: 76 877 Судья: Ален Ролланд Помощники судьи: Найджел Оуэнс Лоуренс ван дер Мерве Телевизионный помощник судьи: Мэтт Годдард |

| 2012-08-18 17:00 (UTC+2) | ЮАР | 27:6 (20:6)   | Аргентина                                                 | «DHL Newlands», Кейптаун Зрителей: 38 843 Судья: Стив Уолш Помощники судьи: Джером Гарсес Джон Лэйси Телевизионный помощник судьи: Йохан Меувесен |
| 2012-08-18 17:00 (UTC+2) | Попытки: Кирхнер 17' Кутзее 27' Хабана 57' Реализации: М. Стейн (3/3) 18', 28', 58' Штрафные: М. Стейн (2/2) 4', 25' | Отчёт (англ.) | Штрафные: Эрнандес (2/4) 14', 31', 45', 46' Бош (0/1) 42' | «DHL Newlands», Кейптаун Зрителей: 38 843 Судья: Стив Уолш Помощники судьи: Джером Гарсес Джон Лэйси Телевизионный помощник судьи: Йохан Меувесен |

| Игрок матча: Морне Стейн |

#### Второй тур
| 25 августа 2012 19:35 (UTC+12) | Новая Зеландия                                                                              | 22:0 (9:0)    | Австралия     | «Иден Парк», Окленд Зрителей: 48 460 Судья: Найджел Оуэнс Помощники судьи: Ален Ролланд Лоуренс ван дер Мерве Телевизионный помощник судьи: Бен Скин |
| 25 августа 2012 19:35 (UTC+12) | Попытки: Дагг 45' Реализации: Картер 46' Штрафные: Картер (5/6) 7', 26', 31', 39', 43', 49' | Отчёт (англ.) | Гениа 29'-40' | «Иден Парк», Окленд Зрителей: 48 460 Судья: Найджел Оуэнс Помощники судьи: Ален Ролланд Лоуренс ван дер Мерве Телевизионный помощник судьи: Бен Скин |

| 2012-08-25 16:10 (UTC-3) | Аргентина | 16:16 (13:3)  | ЮАР | «Estadio Mundialista Malvinas Argentinas», Мендоса Зрителей: 37 679 Судья: Стив Уолш Помощники судьи: Джером Гарсес Джон Лэйси Телевизионный помощник судьи: Франциско Пастрана |
| 2012-08-25 16:10 (UTC-3) | Попытки: Фернандес 17' Реализации: Родригес (1/1) 18' Штрафные: Родригес (3/5) 6', 11', 25', 36', 51' Дроп-голы: Фернандес (0/1) 64' | Отчёт (англ.) | Попытки: Ф. Стейн 65' Реализации: М. Стейн 66' Штрафные: Ф. Стейн (0/2) 3', 46' М. Стейн (3/5) 31', 33', 49', 54', 74' | «Estadio Mundialista Malvinas Argentinas», Мендоса Зрителей: 37 679 Судья: Стив Уолш Помощники судьи: Джером Гарсес Джон Лэйси Телевизионный помощник судьи: Франциско Пастрана |

| Игрок матча: Хуан Мартин Фернандес Лоббе |

#### Третий тур
| 8 сентября 2012 19:35 (UTC+12) | Новая Зеландия                                                                                              | 21:5 (6:5)    | Аргентина                                                                                              | «Westpac Stadium», Веллингтон Зрителей: 31 615 Судья: Ромэйн Пойт Помощники судьи: Джордж Клэнси Джеймс Леки Телевизионный помощник судьи: Винни Манро |
| 8 сентября 2012 19:35 (UTC+12) | Попытки: Савеа 66' Джейн 72' Реализации: Крюден (1/2) 67', 73' Штрафные: Крюден (3/5) 4', 9', 24', 52', 59' | Отчёт (англ.) | Попытки: Ронсеро 13' · Реализации: Родригес (0/1) 14' · Штрафные: Родригес (0/1) 54' · Кабелло 58'-68' | «Westpac Stadium», Веллингтон Зрителей: 31 615 Судья: Ромэйн Пойт Помощники судьи: Джордж Клэнси Джеймс Леки Телевизионный помощник судьи: Винни Манро |

| 2012-09-8 18:35 (UTC+8) | Австралия | 26:19 (6:13)  | ЮАР | «Patersons Stadium», Перт Зрителей: 34 377 Судья: Найджел Оуэнс Помощники судьи: Уэйн Барнс Глен Джексон Телевизионный помощник судьи: Мэтт Годдард |
| 2012-09-8 18:35 (UTC+8) | Попытки: Хиггинботам 56' Александер 69' Реализации: Барнс (2/2) 57', 70' Штрафные: Барнс (4/4) 18', 29', 48', 63' | Отчёт (англ.) | Попытки: Хабана 20' · Реализации: М. Стейн (1/1) 21' · Штрафные: М. Стейн (2/3) 4', 49', 68' · Ф. Стейн (2/2) 26', 60' · Дроп-голы: М. Стейн (0/2) 2', 44' · Мтаварира 34'-44' | «Patersons Stadium», Перт Зрителей: 34 377 Судья: Найджел Оуэнс Помощники судьи: Уэйн Барнс Глен Джексон Телевизионный помощник судьи: Мэтт Годдард |

#### Четвёртый тур
| 15 сентября 2012 19:35 (UTC+12) | Новая Зеландия                                                                                                   | 21:11 (5:3)   | ЮАР | «Forsyth Barr Stadium», Данидин Зрителей: 28 982 Судья: Джордж Клэнси Помощники судьи: Ромэйн Пойт Джеймс Леки Телевизионный помощник судьи: Винни Манро |
| 15 сентября 2012 19:35 (UTC+12) | Попытки: Дагг 19' А. Смит 60' Реализации: Крюден (1/2) 20', 61' Штрафные: Крюден (3/5) 52', 66', 75', 80', 80+2' | Отчёт (англ.) | Попытки: Хабана 48' · Реализации: М. Стейн (0/1) 49' · Штрафные: Ф. Стейн (0/2) 10', 31' · М. Стейн (1/4) 18', 24', 33', 40' · Гусен (1/2) 68', 70' · Дроп-голы: Кирхнер (0/1) 43' · Грейлинг 64'-75' | «Forsyth Barr Stadium», Данидин Зрителей: 28 982 Судья: Джордж Клэнси Помощники судьи: Ромэйн Пойт Джеймс Леки Телевизионный помощник судьи: Винни Манро |

| 2012-09-15 20:05 (UTC+10) | Австралия | 23:19 (3:6)   | Аргентина | «Skilled Park», Голд-Кост Зрителей: 22 278 Судья: Уэйн Барнс Помощники судьи: Найджел Оуэнс Глен Джексон Телевизионный помощник судьи: Мэтт Годдард |
| 2012-09-15 20:05 (UTC+10) | Попытки: Маккейб 60' · Иоане 69' · Реализации: Барнс (2/2) 61', 70' · Штрафные: Барнс (2/4) 9', 17', 25', 49' · Бил (1/1) 79' · Маккейб 12'-23' | Отчёт (англ.) | Попытки: Леонарди 50' Кабелло 52' Реализации: Эрнандес (0/2) 51', 53' Штрафные: Эрнандес (3/4) 3', 13', 29', 57' Дроп-голы: Аморосино (0/1) 45' | «Skilled Park», Голд-Кост Зрителей: 22 278 Судья: Уэйн Барнс Помощники судьи: Найджел Оуэнс Глен Джексон Телевизионный помощник судьи: Мэтт Годдард |

#### Пятый тур
| 29 сентября 2012 17:00 (UTC+2) | ЮАР | 31:8 (14:3)   | Австралия                                                                                                 | «Loftus Versfeld Stadium», Претория Зрителей: 44 463 Судья: Ален Ролланд Помощники судьи: Ромэйн Пойт Грег Гарнер Телевизионный помощник судьи: Шон Велдсман Инспектор матча: Тапп Хеннинг |
| 29 сентября 2012 17:00 (UTC+2) | Попытки: Кирхнер 21' Хабана 29', 61', 79' Лоу 54' Реализации: Пиенаар (3/5) 22', 30', 55', 62', 80' Штрафные: Гусен (0/2) 8', 10' Пиенаар (0/2) 27', 37' | Отчёт (англ.) | Попытки: Харрис 66' · Реализации: Харрис 67' · Штрафные: Барнс (0/1) 7' · Бил (1/1) 35' · Слиппер 53'-63' | «Loftus Versfeld Stadium», Претория Зрителей: 44 463 Судья: Ален Ролланд Помощники судьи: Ромэйн Пойт Грег Гарнер Телевизионный помощник судьи: Шон Велдсман Инспектор матча: Тапп Хеннинг |

| Игрок матча: Брайан Хабана |

| 2012-09-29 20:10 (UTC-3) | Аргентина | 15:54 (8:32)  | Новая Зеландия | «Estadio Ciudad de La Plata», Ла-Плата Зрителей: 40 000 Судья: Жако Пейпер Помощники судьи: Крэйг Жубер Паскаль Гаузер Телевизионный помощник судьи: Франциско Пастрана |
| 2012-09-29 20:10 (UTC-3) | Попытки: Ландажо 7' Камачо 48' Реализации: Эрнандес (1/2) 8', 49' Штрафные: Бош (0/1) 11' Эрнандес (1/1) 27' Дроп-голы: Эрнандес (0/1) 6' | Отчёт (англ.) | Попытки: А. Смит 15' Джейн 23', 51', 80' Савеа 31', 39' Нону 59' Реализации: Картер (3/5) 16', 24', 32', 40', 52' Крюден (2/2) 60', 80+1' Штрафные: Картер (2/3) 20', 28', 36' Крюден (1/1) 66' | «Estadio Ciudad de La Plata», Ла-Плата Зрителей: 40 000 Судья: Жако Пейпер Помощники судьи: Крэйг Жубер Паскаль Гаузер Телевизионный помощник судьи: Франциско Пастрана |

#### Шестой тур
| 6 октября 2012 17:00 (UTC+2) | ЮАР | 16:32 (16:12) | Новая Зеландия | «FNB Stadium», Йоханнесбург Зрителей: 80 753 Судья: Ален Ролланд Помощники судьи: Ромэйн Пойт Грег Гарнер Телевизионный помощник судьи: Шон Велдсман |
| 6 октября 2012 17:00 (UTC+2) | Попытки: Хабана 13' Реализации: Гусен (1/1) 14' Штрафные: Гусен (1/3) 3', 6', 21' Джантжис (2/4) 37', 40', 47', 50' | Отчёт (англ.) | Попытки: Уайтлок 26' · А. Смит 33' · Нону 41' · К. Смит 52' · Реализации: Картер (3/4) 27', 34', 42', 53' · Штрафные: Картер (1/2) 57', 72' · Крюден 80+1' · Дроп-голы: Картер (1/1) 64' · Дагг 66'-77' | «FNB Stadium», Йоханнесбург Зрителей: 80 753 Судья: Ален Ролланд Помощники судьи: Ромэйн Пойт Грег Гарнер Телевизионный помощник судьи: Шон Велдсман |

| Игрок матча: Киран Рид |

| 2012-10-6 20:10 (UTC-3) | Аргентина | 19:25 (9:15)  | Австралия | «Хиганте де Арройито», Росарио Зрителей: 37 000 Судья: Крэйг Жубер Помощники судьи: Жако Пейпер Паскаль Гаузер Телевизионный помощник судьи: Франциско Пастрана |
| 2012-10-6 20:10 (UTC-3) | Попытки: Имхоф 76' · Реализации: Бош 77' · Штрафные: Эрнандес (3/5) 11', 16', 29', 37', 40' · Бош (1/1) 62' · Альбасете 25'-36' | Отчёт (англ.) | Попытки: Иоане 65' · Реализации: Харрис (1/1) 66' · Штрафные: Харрис (6/7) 3', 8', 14', 24', 27', 57', 74' · Бил (0/2) 34', 80' · Шихан 75'-80' | «Хиганте де Арройито», Росарио Зрителей: 37 000 Судья: Крэйг Жубер Помощники судьи: Жако Пейпер Паскаль Гаузер Телевизионный помощник судьи: Франциско Пастрана |

| Чемпионат регби 2012 Победитель |
| ------------------------------- |
| Флаг Новой Зеландии             |
| Новая Зеландия 11-й раз         |

### Статистика игроков
| 58 | Дэн Картер           | - | 8 | 13 | 1 |
| 40 | Беррик Барнс         | - | 5 | 10 | - |
| 35 | Брайан Хабана        | 7 | - | -  | - |
| 34 | Морне Стейн          | - | 5 | 8  | - |
| 29 | Аарон Крюден         | - | 4 | 7  | - |
| 29 | Хуан Мартин Эрнандес | - | 1 | 9  | - |
| 25 | Кори Джейн           | 5 | - | -  | - |
| 25 | Майк Харрис          | 1 | 1 | 6  | - |
| 15 | Исраэль Дагг         | 3 | - | -  | - |
| 15 | Джулиан Савеа        | 3 | - | -  | - |
| 15 | Аарон Смит           | 3 | - | -  | - |
| 11 | Мартин Родригес      | - | 1 | 3  | - |
| 11 | Франсуа Стейн        | 1 | - | 2  | - |
| 10 | Зейн Кирхнер         | 2 | - | -  | - |
| 10 | Ма’а Нону            | 2 | - | -  | - |
| 10 | Дигби Иоане          | 2 | - | -  | - |

| 7 | Брайан Хабана |
| 5 | Кори Джейн    |
| 3 | Исраэль Дагг  |
| 3 | Джулиан Савеа |
| 3 | Аарон Смит    |
| 2 | Зейн Кирхнер  |
| 2 | Ма’а Нону     |
| 2 | Дигби Иоане   |

Источник.